# Michael Brzoska

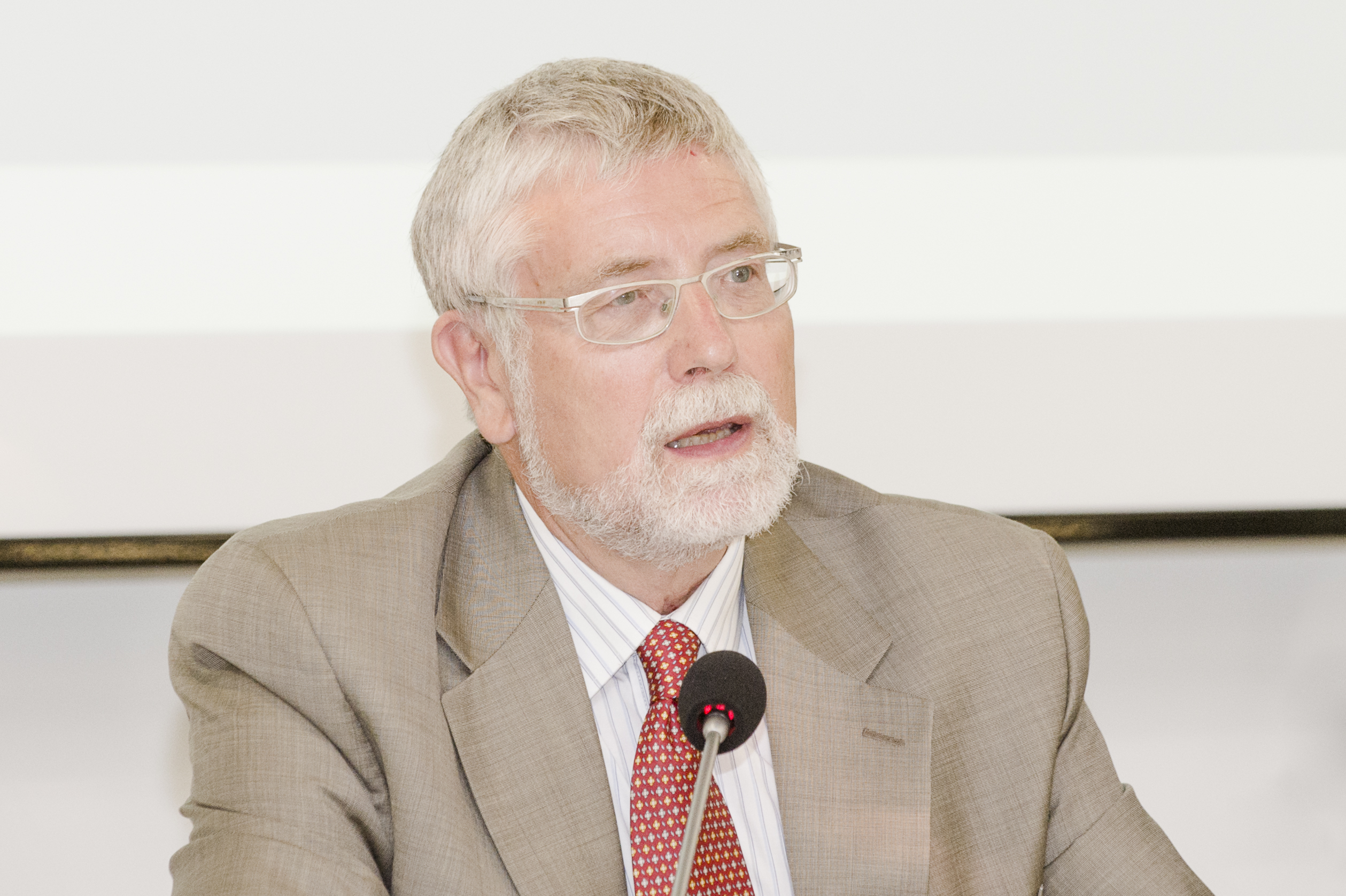
Michael Brzoska (2013)

Michael Brzoska (* 1953 in Heide (Holstein)) ist ein deutscher Friedens- und Konfliktforscher. Er ist emeritierter Professor an der Universität Hamburg und war bis 2016 Direktor des dortigen Instituts für Friedensforschung und Sicherheitspolitik. Als Senior Fellow forscht er dort weiter.

## Werdegang
Michael Brzoska studierte Volkswirtschaftslehre und Politikwissenschaften an der Universität Hamburg. 1983 machte er in Hamburg sein Diplom in Volkswirtschaftslehre. 1987 folgte die Promotion und 1995 die Habilitation jeweils in Politikwissenschaft an der Universität Hamburg. Von 1998 bis 2003 war er Zivildienstleistender und wissenschaftlicher Mitarbeiter am Institut für Friedensforschung und Sicherheitspolitik an der Universität Hamburg. Von 1983 bis 1986 arbeitete er am Stockholm International Peace Research Institute in Stockholm, Schweden. Von 1987 bis 1993 war er Wissenschaftlicher Assistent am Institut für Politikwissenschaft an der Universität Hamburg. 1993 wurde der Forschungsleiter und Wissenschaftlicher Direktor des Bonn International Center for Conversion. Von 2006 bis 2016 war er Direktor des Instituts für Friedensforschung und Sicherheitspolitik an der Universität Hamburg und Professor an der Universität Hamburg. 
Brzoska ist ordentliches Mitglied der Akademie der Wissenschaften in Hamburg und Vorsitzender des Stiftungsrats der Deutschen Stiftung Friedensforschung.

## Schriften (Auswahl)
- als Herausgeber: European Peace and Security Policy: Transnational Risks of Violence (= Demokratie, Sicherheit, Frieden. = Democracy, Security, Peace. 214). Nomos u. a., Baden-Baden u. a. 2014, ISBN 978-3-848-71839-9.
- als Herausgeber mit Axel Krohn: Overcoming Armed Violence in a Complex World. Essays in Honour of Herbert Wulf. Budrich, Opladen u. a. 2009, ISBN 978-3-940755-33-9.
- als Herausgeber mit George A. Lopez: Putting teeth in the tiger. Improving the effectiveness of arms embargoes (= Contributions to conflict management, peace economics and development. 10). Emerald Group, Bingley u. a. 2009, ISBN 978-1-84855-202-9.
- mit Thomas Ohlson: Arms transfers to the Third World. 1871–85. Oxford University Press, Oxford u. a. 1987, ISBN 0-19-829116-7.
- als Herausgeber mit Thomas Ohlson: Arms production in the third world. Taylor & Francis, London u. a. 1986, ISBN 0-85066-341-5.
- Rüstung und Dritte Welt. Zum Stand der Forschung (= Weltwirtschaft und internationale Beziehungen. Diskussionsbeiträge. 25). Weltforum-Verlag, München u. a. 1981, ISBN 3-8039-0197-9.